# Alan Rees
Alan Rees (Newport, 1938. január 12. – Ascot, 2024. szeptember 6.) brit autóversenyző, az Arrows-istálló és a March Engineering egyik alapítója.

## Pályafutása
1966–67-ben a Formula–1-es világbajnokság három versenyén állt rajthoz. Noha a három futamból kétszer a Formula–2-es értékelésben volt érdekelt. Pontot egy alkalommal sem szerzett, legjobb eredménye az 1967-es német nagydíjon elért hetedik pozíció.
1967–68-ban az európai Formula–2-es bajnokságban versenyzett.
Versenyzői pályafutása végeztével, 1969-ben társalapítója volt a March Engineering csapatának. Az istálló több formulaautós sorozatban is sikeresen szerepelt. Nevét alapítóiról (Max Mosley, Alan Rees, Graham Coaker és Robin Herd) kapta. Később az Arrows-istálló alapítói közt is szerepelt.
Fia, Paul szintén autóversenyző. Jelenleg az FIA Formula–2-es bajnokságban szerepel.

## Eredményei

### Teljes Formula–1-es eredménysorozata
(Táblázat értelmezése)

(Félkövér: pole-pozícióból indult; dőlt: leggyorsabb kört futott) 

| Év   | Csapat                | Modell            | Motor               | 1   | 2   | 3   | 4   | 5   | 6      | 7     | 8   | 9   | 10  | 11  | Helyezés | Pont |
| ---- | --------------------- | ----------------- | ------------------- | --- | --- | --- | --- | --- | ------ | ----- | --- | --- | --- | --- | -------- | ---- |
| 1966 | Roy Winkelmann Racing | Brabham BT18 (F2) | Cosworth Straight-4 | MON | BEL | FRA | GBR | NED | GER Ki | ITA   | USA | MEX |     |     | -        | 0    |
| 1967 | Cooper Car Company    | Cooper T81        | Maserati V12        | RSA | MON | NED | BEL | FRA | GBR 9  |       |     |     |     |     | -        | 0    |
| 1967 | Roy Winkelmann Racing | Brabham BT23 (F2) | Cosworth Straight-4 |     |     |     |     |     |        | GER 7 | CAN | ITA | USA | MEX | -        | 0    |

### Le Mans-i 24 órás autóverseny
| Év   | Csapat            | Autó       | Csapattárs   | Helyezés |
| ---- | ----------------- | ---------- | ------------ | -------- |
| 1966 | Matra Sports SARL | Matra M620 | Jo Schlesser | Kiesett  |

## Külső hivatkozások
- Profilja a grandprix.com honlapon (angolul)
- Profilja a statsf1.com honlapon (angolul)